# Val Marchiori
Valdirene Aparecida de Marchiori, mais conhecida como Val Marchiori (Arapongas, 6 de outubro de 1974) é uma socialite, empresária, apresentadora e ex-modelo brasileira. Tornou-se conhecida ao participar do reality show Mulheres Ricas.

## Carreira
Val Marchiori nasceu em uma família humilde, na zona rural do distrito de Caixa de São Pedro, no interior do Paraná. Val é filha de Benedito Marchiori, agricultor, e filha de Vera Marchiori. Aos dez anos começou a vender cosméticos de porta em porta; aos 14 anos, trabalhava vendendo máquinas de escrever. Sua carreira deslanchou quando decidiu participar de concursos de beleza nas décadas de 80 e 90, foi destaque na revista Nova Fase em 1990.
Depois de passar uma temporada na Itália como modelo, voltou ao Brasil e investiu na carreira de empresária. Ao lado do irmão Marcos Marchiori, abriu uma transportadora para produtos frigoríficos, a Valmar Transportes. A empresa tem uma frota com mais de 300 carretas frigorificas próprias e 200 agregadas, tornando-se uma das maiores transportadoras do Mercosul. Val Marchiori ainda investiu em uma rede de concessionárias no Norte do Paraná, gado de raça e imóveis de luxo, tornando-se uma das maiores empresárias do Sul do país. Pelo seu empreendedorismo chega a ser destaque de capa na Revista Carga Pesada.
Foi no meio empresarial que conheceu o futuro pai do seus filhos, o empresário e bilionário Evaldo Ulinski. Val dá a luz aos gêmeos Eike e Victor. Em 2008 após vender parte de seus bens, Val decide morar em São Paulo quando seu apartamento de 850 metros quadrados no Jardins fica pronto. Val dá uma festa de aniversário comemorando seus 35 anos, que foi organizado pela renomada promoter Alicinha Cavalcanti  que  na época custou 300 mil reais. Na festa o apresentador Amaury Júnior que foi um dos convidados de Alicinha, encantou-se com Val e a convidou para fazer parte do seu programa na RedeTV!.  Entre 2009 e 2011, Val apresentou um quadro no Programa Amaury Jr. da RedeTV! onde falava do mundo do luxo. Na atração, que mostrava lojas caras, viagens e hotéis cinco estrelas, a apresentadora pagava do próprio bolso os gastos com as gravações, e usava o próprio jatinho para se deslocar até os locais de filmagem.
Em maio de 2011, foi tema de uma extensa reportagem de capa da revista Veja São Paulo, destacando sua passagem pela TV e seu estilo de vida. A matéria foi destacada novamente nas edições seguintes da revista pela sua repercussão junto aos leitores e outros veículos.
No início de 2012, Val participou da primeira temporada do reality show Mulheres Ricas da TV Bandeirantes, notabilizando-se pelos comentários polêmicos em relação às demais participantes. No ano seguinte, juntamente com Narcisa Tamborindeguy, foi convidada a permanecer na atração a integrar o time da 2ª temporada do mesmo programa.
Logo após a primeira temporada do reality show, a socialite passou a editar o blog "Hello" no portal da revista Veja São Paulo.
Mesmo com o fim do reality show, Val continuou na rede Bandeirantes fazendo participações em programas da casa, e, eventualmente em atrações do SBT, Rede Record e RedeTV!.
Em meados de 2012, deixou a Band para ser contratada pela RecordTV, onde faria participações em diversos programas da casa. A apresentadora acabou sendo alocada no Tudo é Possível, apresentado por Ana Hickmann, onde fazia participações em diversos quadros da atração, e simultaneamente no Programa da Tarde também apresentado por Ana Hickmann com Ticiane Pinheiro e Britto Jr., onde tinha um quadro fixo sobre viagens de luxo.
Permaneceu na Record até os últimos meses de 2012, quando, após nova disputa entre os dois canais retornou à TV Bandeirantes para participar da segunda temporada do reality show Mulheres Ricas 2.
Eventualmente, Val Marchiori é escalada para comerciais de produtos populares como cerveja, produtos de limpeza, carros de luxo, e cursos de Inglês.
No dia 25 de novembro de 2015, Val lançou o seu primeiro livro na Livraria Cultura em São Paulo, O livro de ouro da Val - 7 passos para a riqueza e prosperidade. Uma autobiografia com gênero de auto ajuda.

## Filmografia

### Televisão
| Ano     | Programa                      | Emissora  | Cargo         |
| ------- | ----------------------------- | --------- | ------------- |
| 2008–11 | Programa Amaury Jr.           | RedeTV!   | Repórter      |
| 2012    | Mulheres Ricas                | Band      | Ela mesma     |
| 2012    | Tudo é Possível               | RecordTV  | Repórter      |
| 2012    | Programa da Tarde             | RecordTV  | Repórter      |
| 2013    | Mulheres Ricas (2ª temporada) | Band      | Ela mesma     |
| 2014–17 | Programa Raul Gil             | SBT       | Ela mesma     |
| 2019    | Bastidores do Carnaval        | RedeTV!   | Repórter      |
| 2019    | Tricotando                    | RedeTV!   | Apresentadora |
| 2020    | Uma Vila de Novela            | Multishow | Ela mesma     |

## Vida pessoal
Val reside em um apartamento no condomínio L'Essence Jardins, localizado no bairro Jardins em São Paulo, considerado um dos mais caros da cidade. Avaliado em R$ 20 milhões e possuindo 860 m², o projeto do apartamento foi executado pelo arquiteto Guilherme Torres, e conta com várias peças trazidas da Itália, incluindo um abajur em formato de cavalo em tamanho real que decora a sala de jantar. Em 2014, a revista de arquitetura Habitare o considerou como um dos mais imponentes de São Paulo. A socialite ainda possui outras duas residências, uma em Londrina e outra em Angra dos Reis.
Em janeiro de 2006, conheceu o advogado e milionário Lucas Milfont dos Santos, sócio-gerente da Milfont & Maciel Associados, um dos maiores escritórios de advocacia do país. Os dois se conheceram numa festa em Porto de Galinhas, região praiana de Pernambuco. Em agosto, o casal foi visto jantando num restaurante no Jardins, acompanhados do apresentador Marcelo de Carvalho e de sua mulher Luciana Gimenez. Dois meses depois, Val declarou para a revista Caras que tinha terminado o namoro por conta de infidelidade. Depois da morte do advogado em um acidente automobilístico em 2009, Val tentou usurpar de uma fatia da herança de US $ 800 milhões deixada pelo ex-companheiro, porém uma juíza do Tribunal de Justiça do Estado de São Paulo anulou o pedido da socialite por não ter registrado união estável na época do relacionamento.
Em 2005, Val iniciou um relacionamento extraconjugal com o empresário bilionário Evaldo Ulinski, que durou até 2011. Eles são pais de gêmeos, Eike e Victor, reconhecidos por Evaldo após teste de DNA. Em 2012, Evaldo chegou a bloquear os bens dos menores na justiça. Na metade de 2013, após muitos conflitos, os dois reataram e em maio de 2014, os dois se casaram no restaurante Leopolldo, em São Paulo. Muitos famosos como Raul Gil e a socialite Lydia Sayeg participaram da festa. No entanto, em 2015, após uma discussão que virou caso de polícia, Val confirmou mais uma separação do casal. Em julho do mesmo ano, eles disputaram judicialmente um barco nomeado, Hello 2, uma lancha modelo Azimut de 60 pés adquirido pouco antes do rompimento em abril. Val ficou com os negócios e assumiu um financiamento de vinte prestações de R$70.000,00 por mês e mais um Iate de entrada.
Em janeiro de 2016, Val Marchiori assume em uma entrevista para a revista Caras o relacionamento com seu novo namorado, o empresário e milionário italiano Giuseppe Picolli, que mora em Roma.

### Polêmica do empréstimo do BNDES
Em outubro de 2014, o jornal Folha de S.Paulo publicou artigo sobre uma operação de financiamento efetuada pelo BNDES à Val Marchiori para aquisição de caminhões para a empresa Torke Empreendimentos. A reportagem chama a operação de "incomum" por cobrar somente 4% de juros a.a. (abaixo da inflação do período) e pela comprovação de receita da empresa por meio de pensão alimentícia recebida para seus filhos. A mesma reportagem também informa que Val Marchiori é amiga do então presidente do Banco do Brasil, Aldemir Bendine, com o qual viajou duas vezes ao exterior e que a análise de crédito desta instituição financeira informava que os fiadores da operação não apresentavam recursos para garanti-la.
Em 11 de novembro de 2014, o mesmo jornal publicou na coluna de Leonardo Souza outro artigo relacionado ao caso, aprofundando a análise do financiamento concedido pelo BNDES a Val Marchiori.